# Augusto Magli (scultore)
Augusto Magli (La Spezia, 1890 – La Spezia, 1962) è stato uno scultore e pittore italiano.
Formatosi alla scuola di Del Santo, è stato un raffinato scultore dai modi influenzati dalla Secessione viennese. 
Artista prolifico, è stato autore di statue e monumenti importanti, passando senza soluzione di continuità dalla decorazione architettonica all'arte funebre, dalla ritrattistica all'arte sacra, nell'arco di oltre mezzo secolo.
Ha lavorato in prevalenza Liguria, in Lunigiana e soprattutto nella città della Spezia dove per gli arteﬁci della crescente edilizia liberty e déco, gli architetti Oliva, Bacigalupi, Bibbiani, Guidugli, Panconi, ha eseguito le decorazioni scultoree per i loro edifici.
Sue in particolare sono le statue che alla Spezia decorano la fronte e gli interni del Teatro Civico, del Teatro Trianon, del Palazzo del Governo, di Villa Marmori, del Palazzo del ghiaccio e Palazzo Boracchia. 

Ha anche collaborato alla innovativa rivista furturista L'Eroica.
Espose raramente alle rassegne nazionali di scultura, ad eccezione di quella Sindacale del 1934 e alla Rassegna degli artisti liguri in Argentina nel 1949. 
Negli anni Quaranta si trova a vivere una crisi, acuita nel dopoguerra, nei confronti della scultura che lo farà rivolgere stabilmente al disegno e soprattutto alla pittura e che espose più volte alle Quadriennali romane, alla Rassegna nazionale di Arte Sacra di Bergamo, ai Premi del Golfo (del 1951 e del 1953). 
Augusto Magli è stato anche professore onorario all'Accademia di Belle Arti di Carrara.
L'opera di Magli, dopo alcuni anni di oblio, è finalmente al centro di una riscoperta culturale.

## Musei
- Galleria d'Arte Moderna, Genova Nervi

## Opere
Magli ha lavorato all'apparato scultoreo di molti edifici della Spezia e della Lunigiana:
- TeatroTrianon, 1913
- Teatro Cozzani, 1920
- Villa Marmori - Ceretti, 1923
- Erma di Cesare Battisti, 1923
- Monumento ai Caduti di Marinasco, (1923)
- Palazzo Borachia, 1923
- Palazzo del Ghiaccio, 1923
- Palazzo Rossi–Oriana, 1925
- Villa Castagnola, 1926
- Casa Cetrangola, 1926
- Chiesa Evangelica, 1926
- Albergo San Giorgio, 1927
- Grattacielo Bibbiani, 1927
- Palazzo San Giorgio, 1927
- Palazzo del Governo, 1928
- Teatro Civico, 1933
- Teatro Quartieri, fregi, Bagnone, 1934
- Le statue allegoriche del Lavoro e della Navigazione nel Palazzo comunale di Lerici, 1934 ca
- Palazzo della Sprugola, Le sorgenti, 1935
- Monumento ai Caduti del lavoro, 1942, Cimitero Urbano della Spezia
- Statua di ''Santa Apollonia'', 1956

## Galleria d'immagini

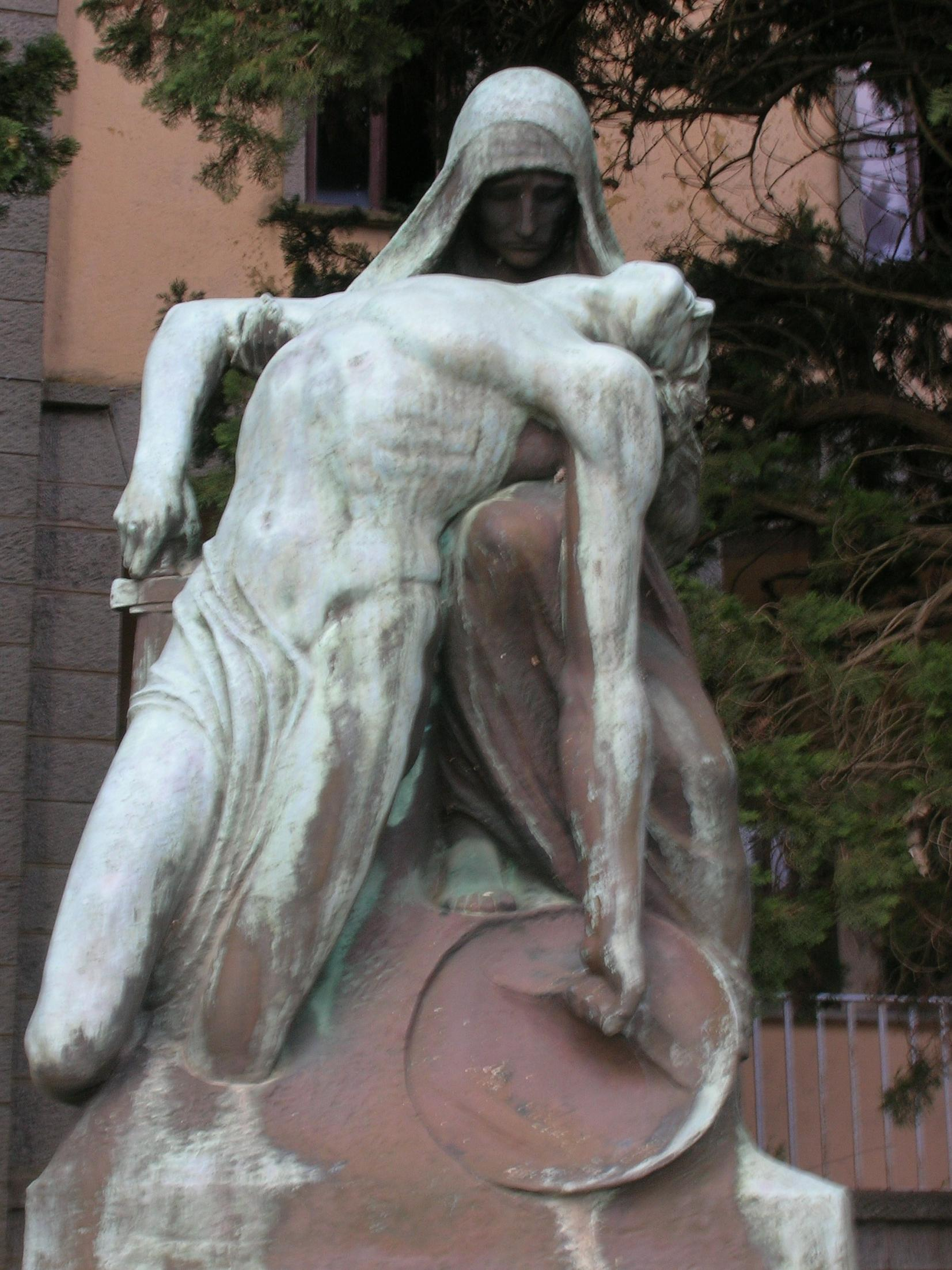
Monumento ai Caduti Marinasco (SP) 1923
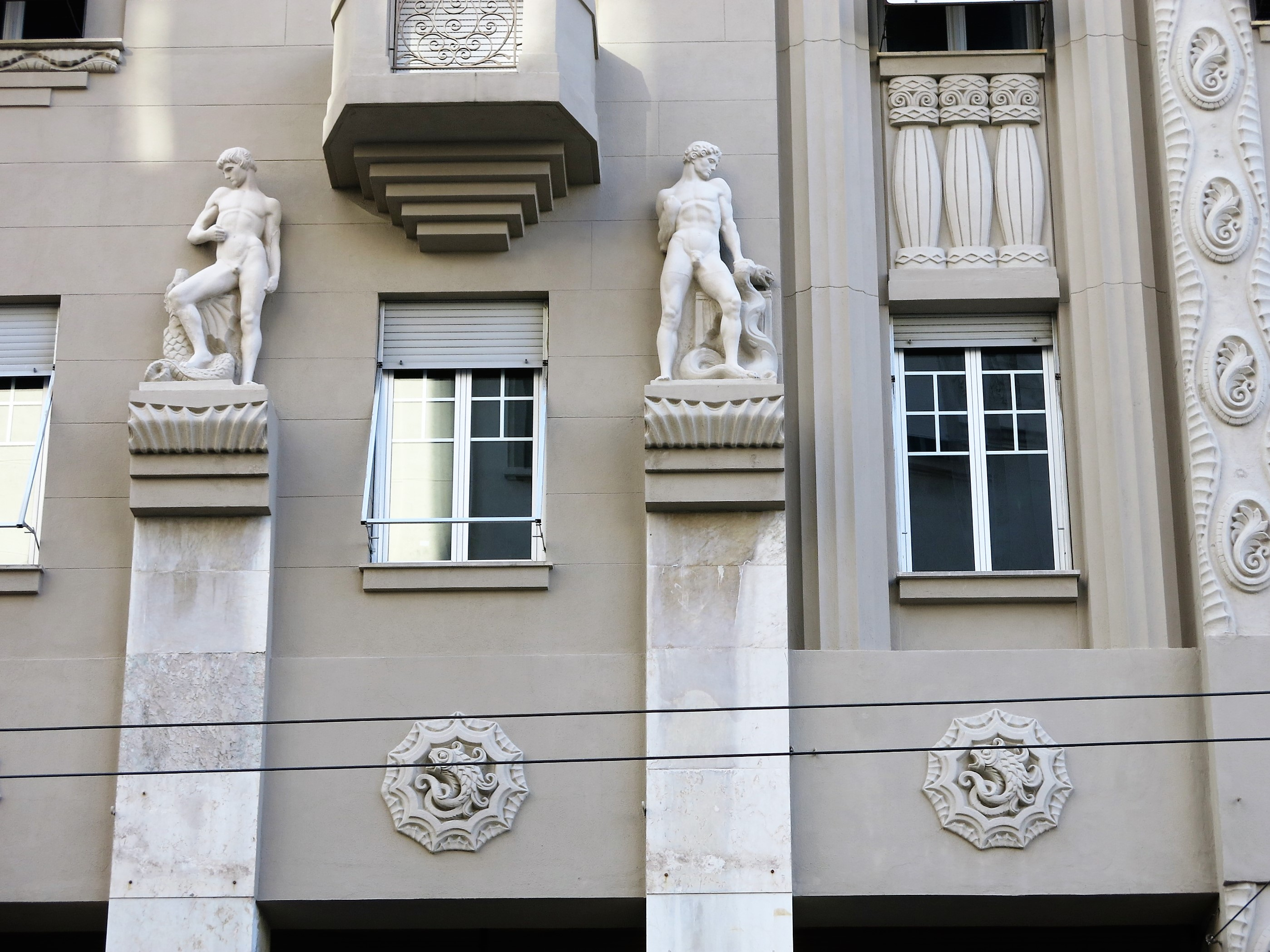
Apparato scultoreo Grattacielo Bibbiani La Spezia, 1927
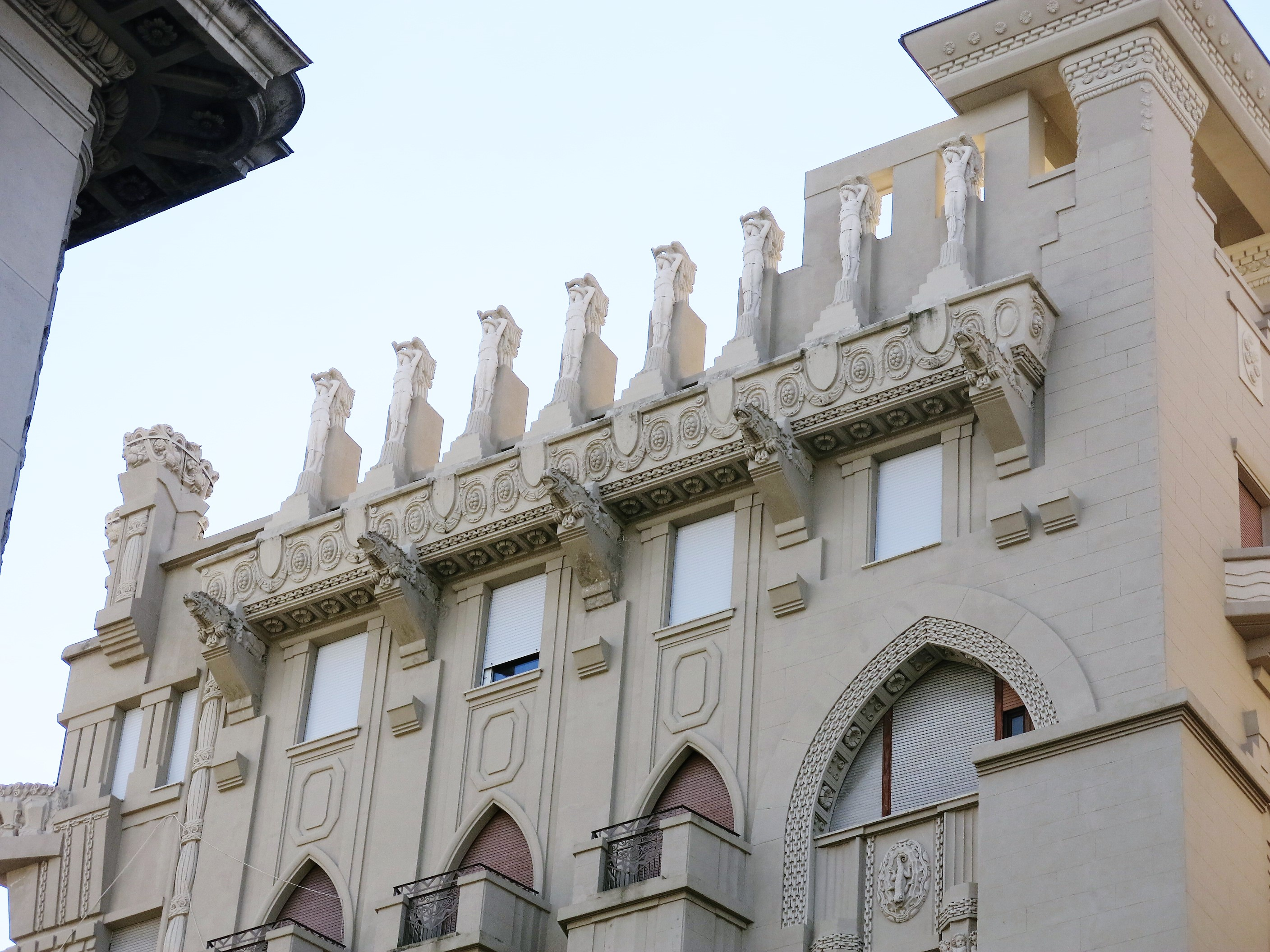
Fastigio Grattacielo Bibbiani La Spezia, 1927
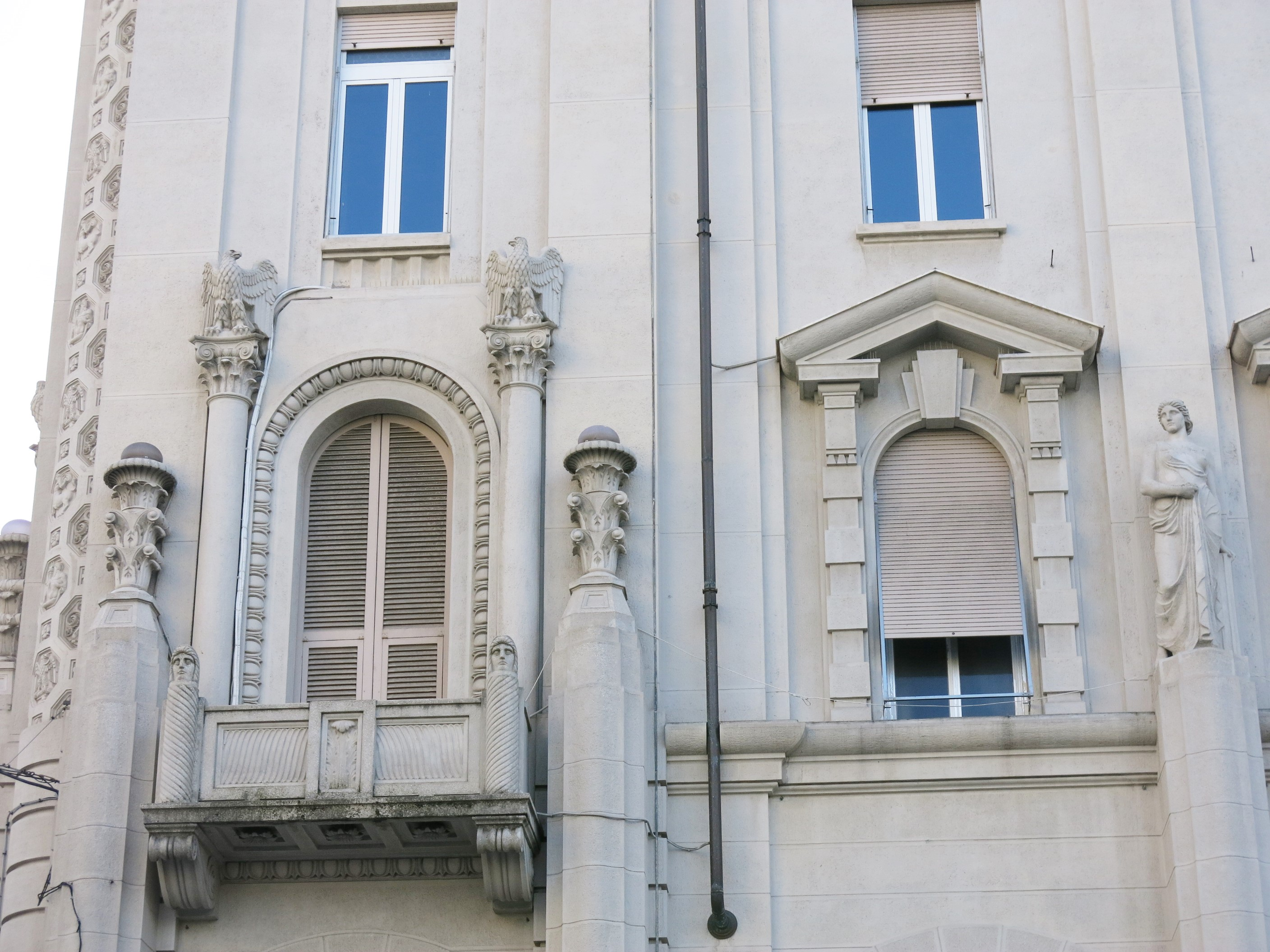
Sculture Palazzo della Prefettura La Spezia, 1928
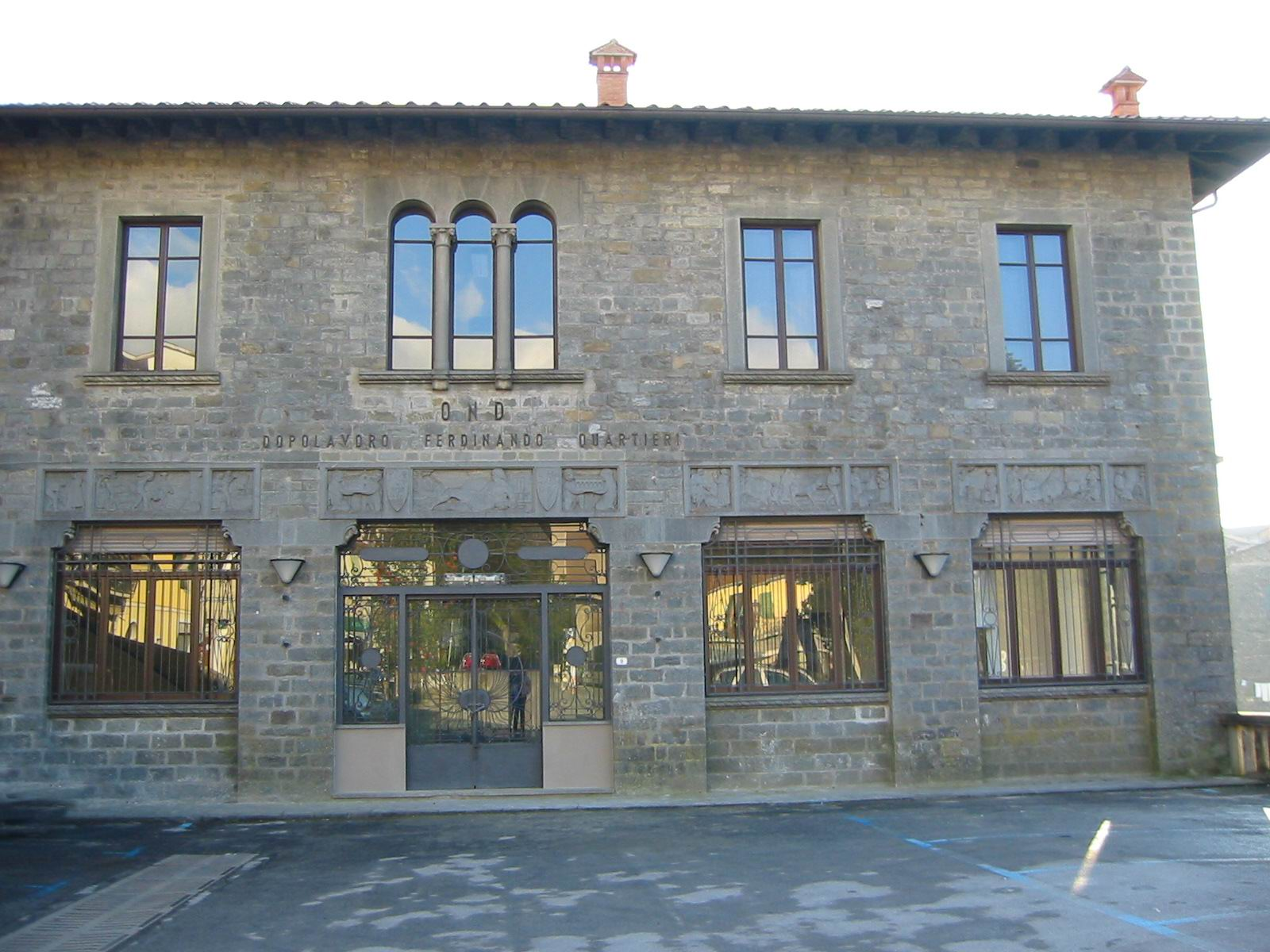
Fregio Teatro Quartieri Bagnone (MS), 1934
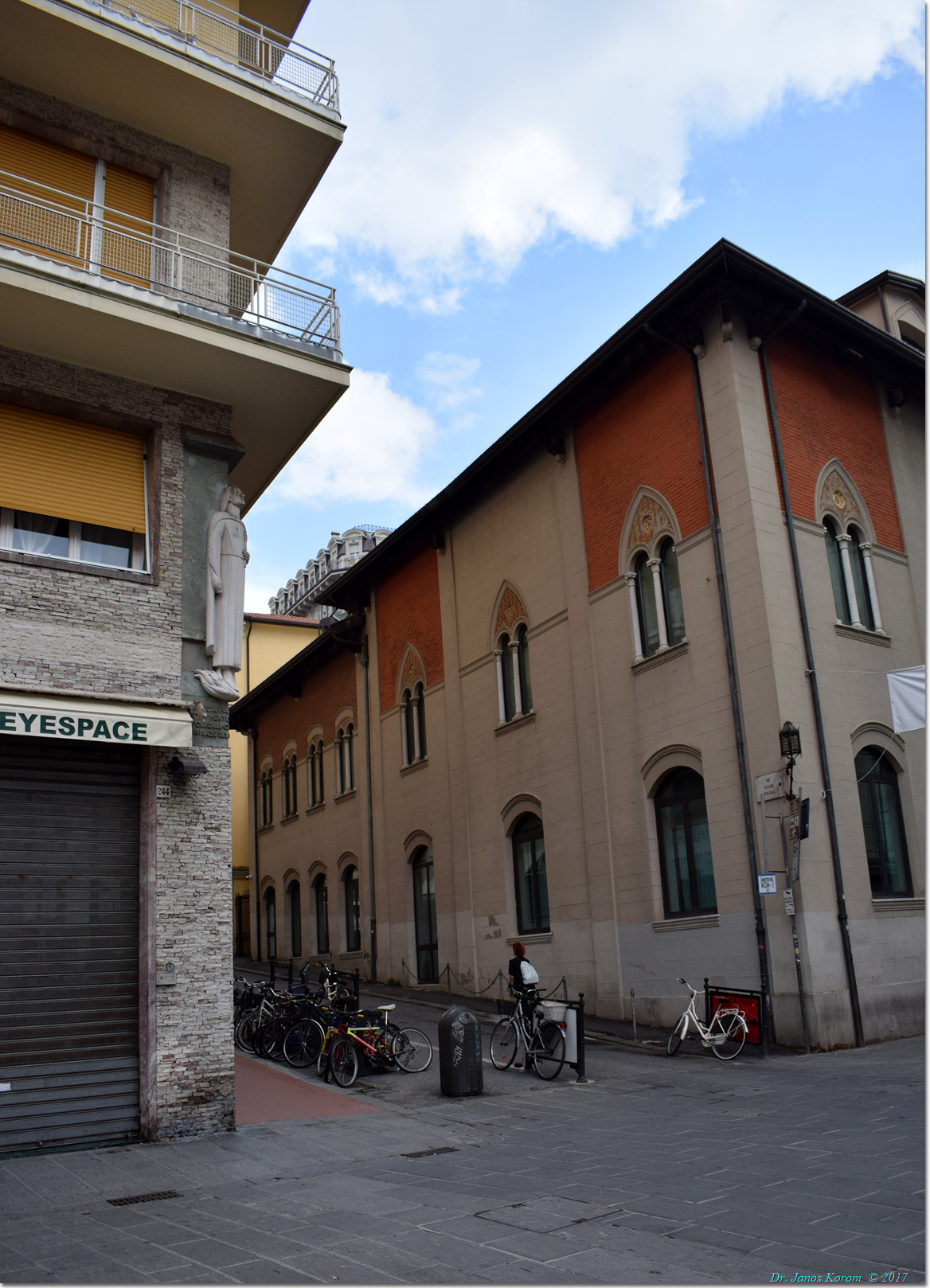
Santa Apollonia 1956